# Le Mesnil-Hardray
Le Mesnil-Hardray era una comuna francesa situada en el departamento de Eure, de la región de Normandía, que el 1 de enero de 2018 pasó a ser una comuna delegada de la comuna nueva de Le Val-Doré al fusionarse con las comunas de Le Fresne y Orvaux.

## Demografía
| Gráfica de evolución demográfica de Le Mesnil-Hardray entre 1800 y 2015 |
|                                                                         |

Los datos demográficos contemplados en este gráfico de la comuna de Le Mesnil-Hardray se han cogido de 1800 a 1999 de la página francesa EHESS/Cassini, y los demás datos de la página del INSEE.